# Karl Schünemann (Baumeister)
Karl Schünemann (geboren am 2. Dezember 1881 in Ricklingen bei Linden; gestorben am 26. Juli 1934 in Hannover) war ein deutscher Baumeister und Bauunternehmer.

## Leben
Karl Schünemann war Vater des Bauunternehmers Christian Schünemann und Enkel des gleichnamigen Maurermeisters Christian Schünemann. Nach einer Lehre als Maurer besuchte er die Baugewerkschule in Nienburg an der Weser und studierte anschließend an der Technischen Hochschule Hannover.
1907 übernahm er das väterliche Baugeschäft und erwarb 1909 verschiedene Baugrundstücke in Ricklingen, auf denen er Wohnhäuser errichtete, mit denen er den Grundstock für den später „sehr großen Immobilienbesitz“ des Unternehmens bildete. Zudem erweiterte er die Aktivitäten des Familienunternehmens um den Wohnhaus-, Villen- und Industriebau, anfänglich nur in Ricklingen, später auch in Hannover.

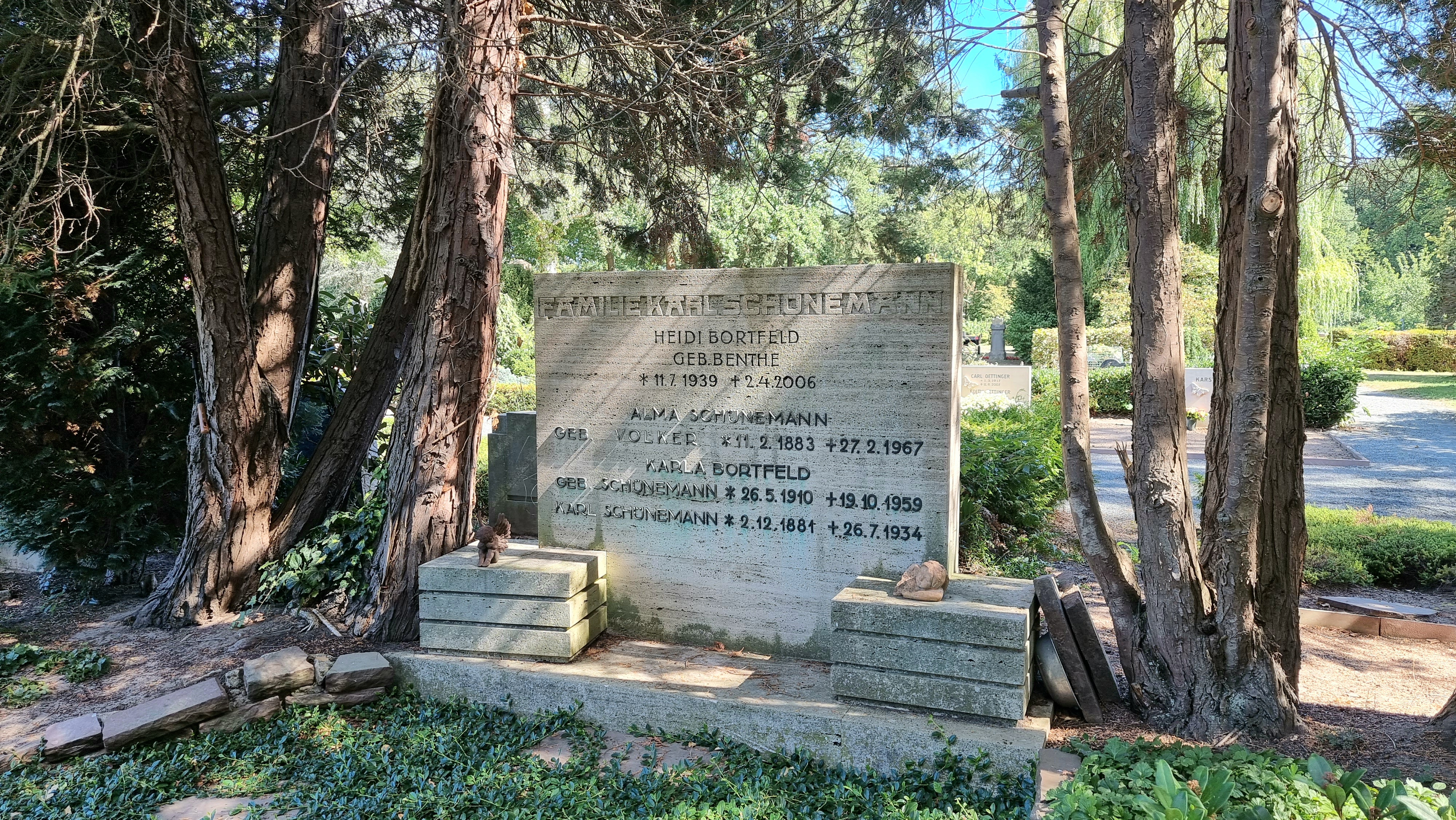
Familiengrabmal Schünemanns auf dem Michaelisfriedhof in Ricklingen

Karl Schünemann war 1932 drei Monate lang Mitglied der NSDAP. Er starb Ende Juli 1934 im Alter von 53 Lebensjahren.

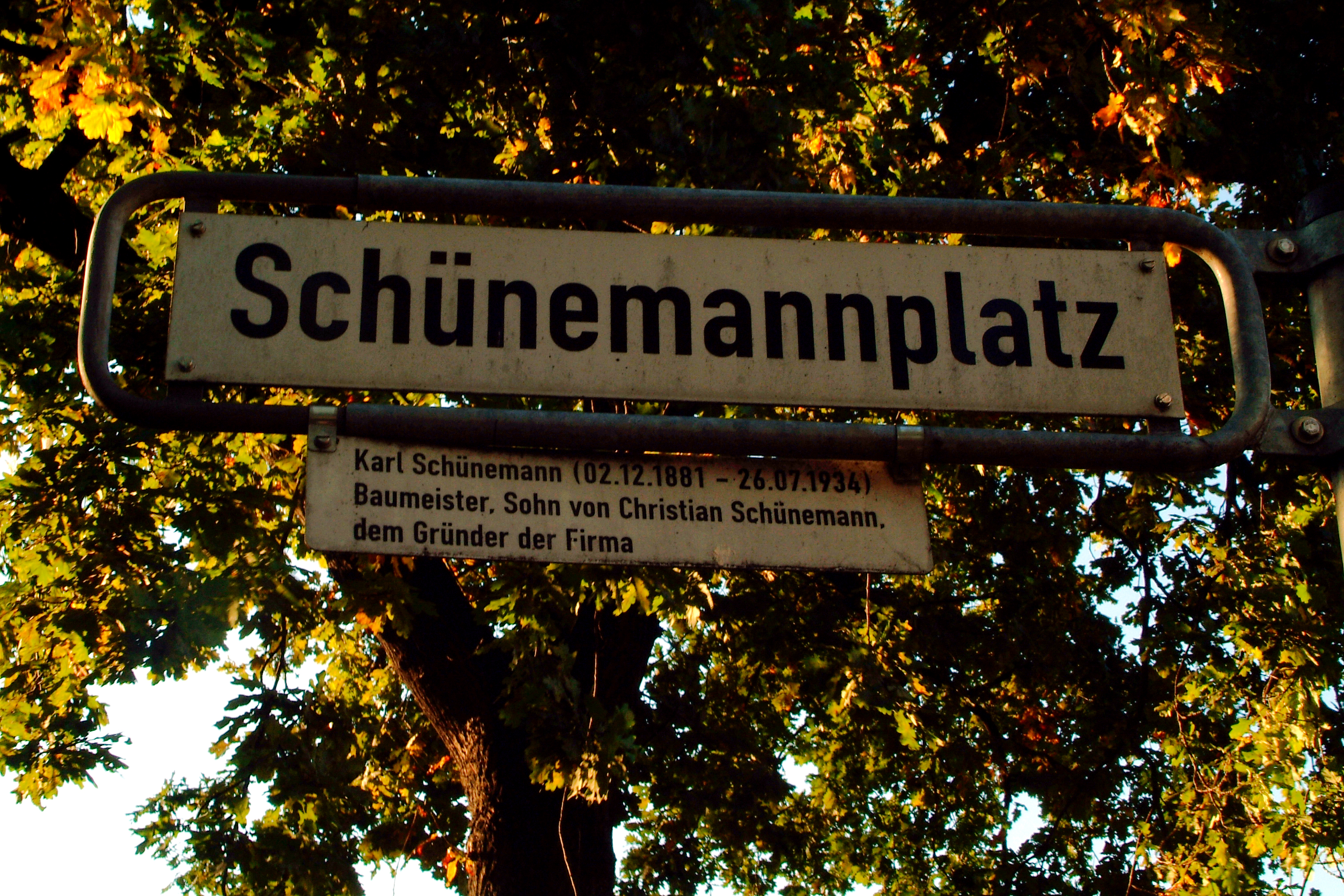
Straßenschild Schünemannplatz mit Legendentafel

## Ehrungen
Die 1938 zunächst als Vogesenplatz angelegte Freifläche in Ricklingen wurde 1963 nach Karl Schünemann in Schünemannplatz umbenannt.